# Медведева, Лидия Ивановна
Лидия Ивановна Медведева — советский хозяйственный и политический деятель.

## Биография
Родилась в 1939 году. Член КПСС с 1968 года.
Образование среднее.
В 1959—1991 гг. — ткачиха Краснодарского камвольно-суконного комбината Министерства лёгкой промышленности РСФСР.
Избиралась депутатом Верховного Совета СССР 10-го созыва. Делегат XXVI съезда КПСС.
Жила в Краснодаре.

## Награды
- Орден Ленина
- Орден Трудового Красного Знамени